# Đô Giang Yển
Đô Giang Yển (tiếng Trung: 都江堰; bính âm: Dūjiāngyàn) là một hệ thống thủy lợi cổ nằm tại Đô Giang Yển, Tứ Xuyên, Trung Quốc. Nó được xây dựng vào năm 256 TCN dưới thời nhà Tần nhằm kiểm soát lũ lụt và tưới tiêu, hiện vẫn đang được sử dụng. Công trình này nằm trên sông Dân (Dân giang), là nhánh dài nhất của sông Dương Tử. Khu vực này ở phía tây của đồng bằng Thành Đô, giữa Bồn địa Tứ Xuyên và Cao nguyên Thanh Tạng. Sông Dân chảy từ dãy núi Dân (tiếng Trung: 岷山) và đột ngột chững lại khi đến đồng bằng Thành Đô, với lượng nước lớn cùng với bùn đất khiến đây trở thành khu vực rất dễ bị lũ lụt. Lý Băng là khâm sai của nhà Tần cùng với con trai ông đứng đầu việc khảo sát khu vực này để xây dựng công trình thủy lợi với việc sử dụng phương pháp phân chia dòng nước thay vì chỉ đơn giản là làm một con đập trị thủy. Công trình vẫn được sử dụng cho đến tận ngày nay để tưới tiêu cho khu vực có diện tích trên 5.300 km vuông đất khu vực. Đô Giang Yển cùng với Kênh Trịnh Quốc ở Thiểm Tây và kênh Linh Cừ ở Quảng Tây được biết đến là "ba dự án kỹ thuật thủy lực lớn của nhà Tần".

## Trước khi được xây dựng

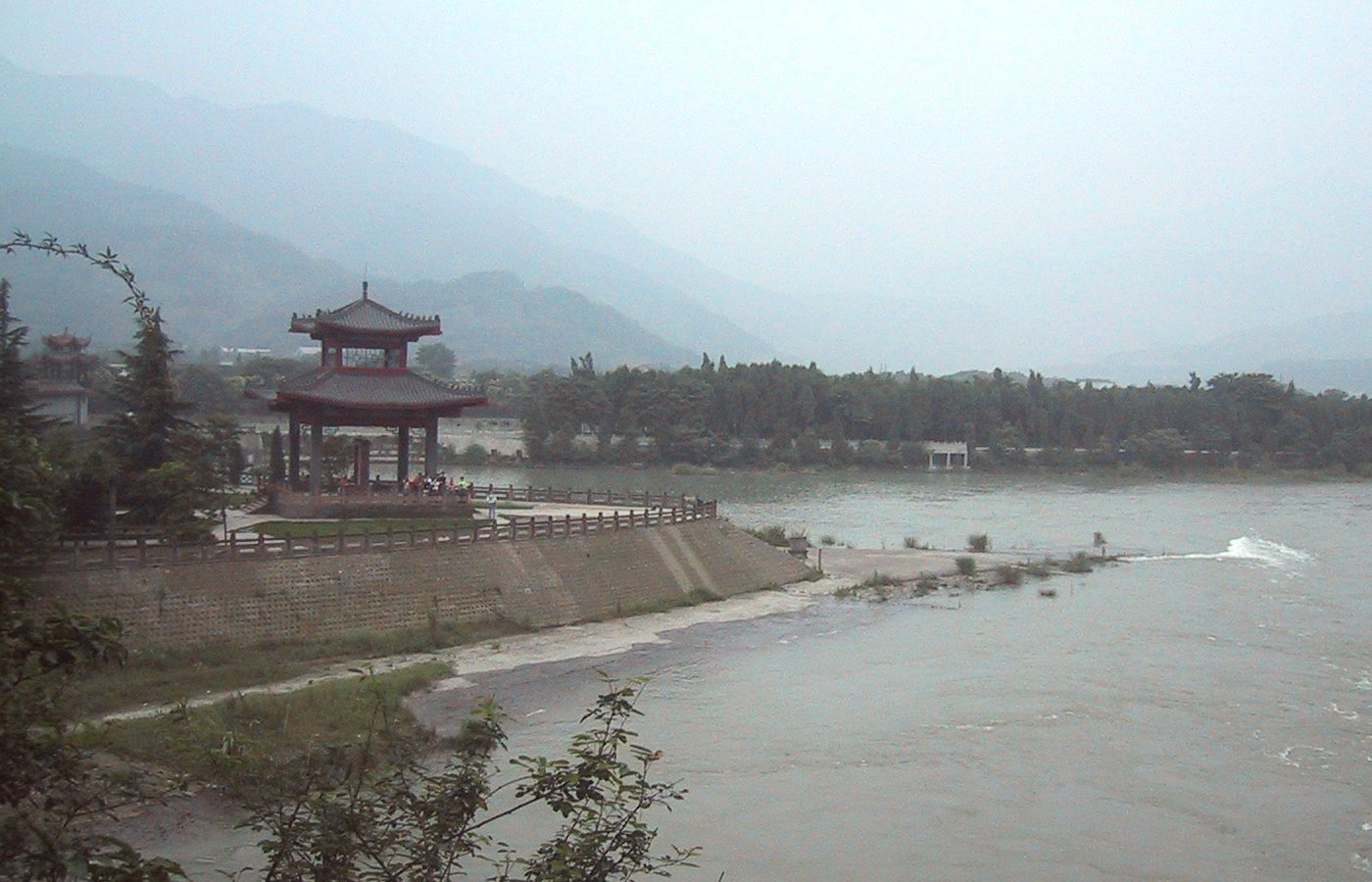
Đô Giang Yển

Lũ lụt hàng năm hoành hành gây hại cho người dân sống bên sông Dân. Viên quan nước Tần là Lý Băng (李冰, Lǐ Bīng) đã được phái tới Thành Đô làm khâm sai, đã quyết định cho khảo sát khu vực sông này với một số cư dân địa phương. Ông đã làm quen với thực địa địa mạo khu vực và dòng chảy của dòng sông và đã tìm ra nguồn nước của con sông. Nước chảy từ Dân Sơn và bắt đầu vào mùa hè thì chảy xuống Dân Giang gây hại cho khu vực này.

## Kế hoạch xây dựng con đập
Lý Băng đã quyết định chia dòng chảy con sông ra hai dòng để khiến cho một dòng nước tiếp tục chảy theo dòng bình thường của nó còn dòng kia chảy vào đồng ruộng của người dân. Nhưng đã có một vấn đề lớn. Ngọc Lũy sơn là một đồi đá đã cản lối đi đến đồng bằng Thành Đô. Ông đã hạ lệnh cắt một lối xuyên qua đồi này. Nhưng đá của đồi này quá cứng nên không đào được. Do đó ông đã hạ lệnh chất củi và cỏ lên trên đá và đốt, sau đó tưới nước lạnh lên. Việc thay đổi nhiệt độ này khiến đá nứt ra và họ đã có thể đào được đá. Công việc này mất 7 năm và cuối cùng họ đã đào được một lối xuyên qua đồi đến vùng đồng bằng với chiều rộng 20 m. Nông dân ở đây gọi nó là Bảo Bình Khẩu (cổ chai).